# NON
NON（1987年1月26日—），日本女性漫畫家。血型A型。已婚，丈夫為《後宮婚。》的構成協力手塚だい。佐賀縣出身。畢業於埼玉縣立久喜北陽高等學校、日本設計學院。
成為漫畫家之前，曾以偶像身分活動，隸屬於Line Products。

## 經歷
小學一、二年級時在公園撿到《勇者鬥惡龍 達伊的大冒險》，因而與漫畫結緣。就讀專門學校期間被星探發掘，從而走上偶像之路。雖然活動時間不到兩年，但她回顧當時表示「因為有各式各樣的女孩子，所以很有趣」。她本人對偶像活動並不熱衷，抱持著「如果當寫真偶像又能畫漫畫，應該會紅」這樣較為抽象的觀點。
於集英社第72回Young Jump月度漫畫大賞中，以《賣肉的灰姑娘》獲得準優秀賞。
經過幾次短篇刊載後，在集英社《週刊YOUNG JUMP》2010年6號至2012年30號連載《賣肉的灰姑娘》。

## 作品列表

### 連載作品
- 賣肉的灰姑娘（日语：デリバリーシンデレラ）（《週刊YOUNG JUMP》2010年6號[7] - 2012年30號）
- 後宮婚。（《週刊Young Magazine》2014年30號[8] - 2019年29號）
  - 後宮婚。再來一碗！（《週刊Young Magazine》2022年7號[9] - 2022年16號[10]） - 短期集中連載[9]。收錄於《後宮婚。》第20卷。
- adabana 無實之花（《GRAND JUMP》2020年8號[11] - 2021年14號[12]）
- Children’s Project（原案：神田沙也加，《FOD原創漫畫》2021年6月16日[13] - ）
- POLE STAR 閃耀之星（《Morning》2024年12號[14] - 連載中）

### 短篇作品
- BENI 〜くのいち2250〜（《Miracle Jump》No.3[15]）
- フーコの黄色い靴（《週刊YOUNG JUMP》2013年45號[16]）
- ボクの天使ちゃん（《YOUNG GANGAN》No.04[17]）
- デリバリーシンデレラ-Repeat-（《GRAND JUMPめちゃ》2017年[18]）
- 海町貓道中（《Morning》2024年12號[19]） - 「貓漫畫祭」作品[20]。

### 單行本
- 《賣肉的灰姑娘（日语：デリバリーシンデレラ）》，集英社〈YOUNG JUMP COMICS（日语：ヤングジャンプ_コミックス）〉2010年 - 2012年，全11卷
- 《後宮婚。》，講談社〈{{tsl|ja|ヤンマガKC|ヤンマガKC〉2014年 - 2022年，全20卷
- 《adabana 無實之花》，集英社〈Young Jump Comics〉2020年 - 2021年，全3卷
  - （上卷）2020年8月19日發售[21][22]、ISBN 978-4-08-891634-7
  - （中卷）2021年1月19日發售[23]、ISBN 978-4-08-891772-6
  - （下卷）2021年7月16日發售[24]、ISBN 978-4-08-892022-1
- 《POLE STAR 閃耀之星》，講談社〈Morning KC〉2024年 - ，已出版4卷（截至2025年5月22日）
  1. 2024年7月23日發售[25][26]、ISBN 978-4-06-536331-7
  2. 2024年10月22日發售[27]、ISBN 978-4-06-537192-3
  3. 2025年2月21日發售[28]、ISBN 978-4-06-538476-3
  4. 2025年5月22日發售[29]、ISBN 978-4-06-539532-5

## 訪談
- 週刊SPA!（日语：SPA!）「文化堂本舗 大人気・風俗嬢漫画の作者は実はこんなに美人だった!」 2011年1月25日號（2011年1月18日發售）
- 跟拍到你家（2021年8月25日播出[30]）

## 腳註
1. 1 2 3  . マンガペディア.   [2025-08-16] （日语）.
2. ↑  《デリバリーシンデレラ》第一卷 後記（ISBN 978-4-08-877856-3）
3. ↑  《デリバリーシンデレラ》第8卷 封面內頁及後記（ISBN 978-4-08-879240-8）
4. ↑  .   [2025-08-16]. （原始内容存档于2012-02-08）.
5. ↑  桜井涼夏オフィシャルブログ 2007年10月17日付
6. 1 2 3  . コミックナタリー.   [2025-08-16]. （原始内容存档于2025-02-22） （日语）.
7. ↑  . コミックナタリー (ナターシャ). 2010-01-07  [2025-08-16]. （原始内容存档于2022-01-25） （日语）.
8. ↑  . コミックナタリー (ナターシャ). 2014-06-03  [2025-08-16]. （原始内容存档于2021-11-24） （日语）.
9. 1 2  . コミックナタリー (ナターシャ). 2022-01-17  [2025-08-16]. （原始内容存档于2022-01-25） （日语）.
10. ↑  ヤングマガジン編集部 2022年3月19日のツイート、. Retrieved 2022-03-19.
11. ↑  . コミックナタリー (ナターシャ). 2020-03-18  [2025-08-16]. （原始内容存档于2022-01-25） （日语）.
12. ↑  . コミックナタリー. ナターシャ. 2021-06-16  [2025-08-16]. （原始内容存档于2022-01-25） （日语）.
13. ↑  . コミックナタリー (ナターシャ). 2021-06-16  [2025-08-16] （日语）.
14. ↑  . コミックナタリー (ナターシャ). 2024-02-29  [2025-08-16]. （原始内容存档于2024-11-27） （日语）.
15. ↑  . コミックナタリー (ナターシャ). 2011-05-06  [2025-08-16]. （原始内容存档于2025-04-27） （日语）.
16. ↑  . コミックナタリー (ナターシャ). 2013-10-10  [2025-08-16]. （原始内容存档于2025-04-28） （日语）.
17. ↑  . コミックナタリー. 2016-02-05  [2025-08-16] （日语）.
18. ↑  . コミックナタリー (ナターシャ). 2017-11-29  [2025-08-16]. （原始内容存档于2025-04-25） （日语）.
19. ↑  . 《Morning》 (講談社).
20. ↑  . コミックナタリー (ナターシャ). 2024-0222  [2025-08-16]. （原始内容存档于2024-11-27） （日语）.
21. ↑  . コミックナタリー. ナターシャ. 2020-08-19  [2025-02-21]. （原始内容存档于2022-01-25） （日语）.
22. ↑  . 集英社.   [2025-08-16]. （原始内容存档于2025-04-19） （日语）.
23. ↑  . 集英社.   [2025-08-16]. （原始内容存档于2022-04-05） （日语）.
24. ↑  . 集英社.   [2025-08-16]. （原始内容存档于2022-04-05） （日语）.
25. ↑  . コミックナタリー. ナターシャ. 2024-07-23  [2025-08-16]. （原始内容存档于2025-06-21） （日语）.
26. ↑  . 講談社コミックプラス. 講談社.   [2025-08-16]. （原始内容存档于2025-04-24） （日语）.
27. ↑  . 講談社コミックプラス. 講談社.   [2025-08-16]. （原始内容存档于2025-06-18） （日语）.
28. ↑  . 講談社コミックプラス. 講談社.   [2025-08-16] （日语）.
29. ↑  . 講談社.   [2025-08-16]. （原始内容存档于2025-06-22） （日语）.
30. ↑  . 日刊サイゾー. サイゾー. 2021-09-01  [2025-08-16]. （原始内容存档于2024-06-25） （日语）.

## 外部連結
- NON的X（前Twitter）